# Etmißl
Etmißl ist eine ehemals selbständige Gemeinde mit 479 Einwohnern (Stand: 1. Jänner 2014) im Gerichtsbezirk Bruck an der Mur und im politischen Bezirk Bruck-Mürzzuschlag in der Steiermark. Im Rahmen der steiermärkischen Gemeindestrukturreform in der Steiermark ist Etmißl seit 2015 gemeinsam mit der vordem ebenfalls selbständigen Gemeinde St. Ilgen bei der Gemeinde Thörl eingemeindet. Grundlage dafür war das Steiermärkische Gemeindestrukturreformgesetz – StGsrG.
Eine Beschwerde beim Verfassungsgerichtshof gegen die Zusammenlegung war nicht erfolgreich. Der Verfassungsgerichtshof wies die Beschwerde zurück.

## Geografie

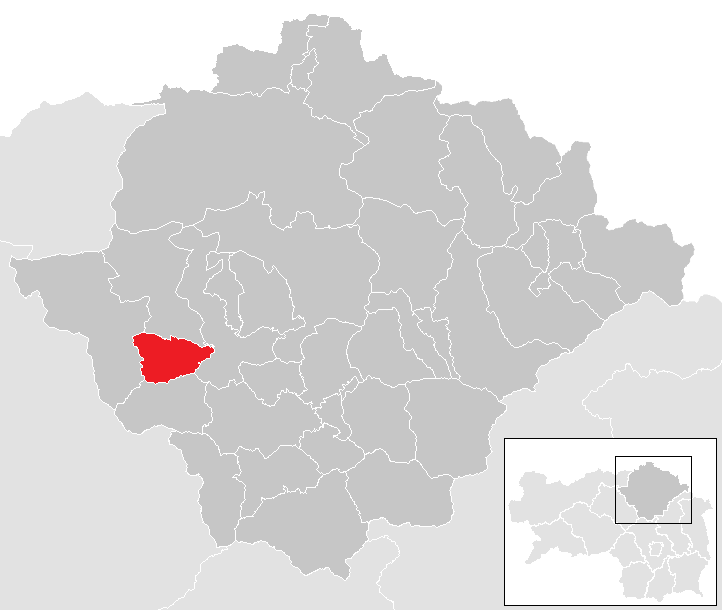
Lage der ehemaligen Gemeinde im Bezirk Bruck-Mürzzuschlag

Etmißl liegt in einem Seitental des Thörlbachs (eines Nebenflusses der Mürz) im Hochschwabgebiet. Das Gebiet ist Teil der Nördlichen Kalkalpen.

### Gliederung
Das ehemalige Gemeindegebiet umfasst folgende drei Katastralgemeinden und gleichnamige Ortschaften (Fläche Stand 2015; Einwohner Stand 31. Oktober 2011):
- Etmißl (843,06 ha; 444 Ew.)
- Lonschitz (1.046,96 ha; 61 Ew.)
- Oisching (872,64 ha; 5 Ew.)

### Ehemalige Nachbargemeinden
- Sankt Ilgen im Norden
- Thörl im Osten
- Sankt Katharein an der Laming im Süden
- Tragöß im Westen

## Geschichte
Das früheste Schriftzeugnis ist von 1214 und lautet „Zethmizel“. Der Name geht auf den slawischen Personennamen Cětomysl zurück.

### Bevölkerungsentwicklung der ehemaligen Gemeinde
| Jahr      | 1869 | 1880 | 1890 | 1900 | 1910 | 1923 | 1934 | 1939 |
| --------- | ---- | ---- | ---- | ---- | ---- | ---- | ---- | ---- |
| Einwohner | 682  | 649  | 643  | 682  | 638  | 605  | 566  | 490  |
| Jahr      | 1951 | 1961 | 1971 | 1981 | 1991 | 2001 | 2011 | 2014 |
| Einwohner | 524  | 558  | 522  | 551  | 561  | 531  | 510  | 479  |

Quelle: Statistik Austria
Wie die Tabelle zeigt, hat die Bevölkerung seit Beginn der Zählungen mehr oder weniger kontinuierlich abgenommen, besonders stark in der Weltwirtschaftskrise zwischen den Volkszählungen 1934 und 1939, mit einer leichten Erholung während des Zweiten Weltkrieges und den folgenden Jahrzehnten bis 1991, durch die aber der höchste Stand von 1869 und 1900 nicht annähernd wieder erreicht wurde. Seit 1991 ist die Bevölkerung auf Grund von Abwanderung wieder rückläufig, was durch die gerade noch ausgeglichene Geburtenbilanz nicht wettgemacht werden konnte.

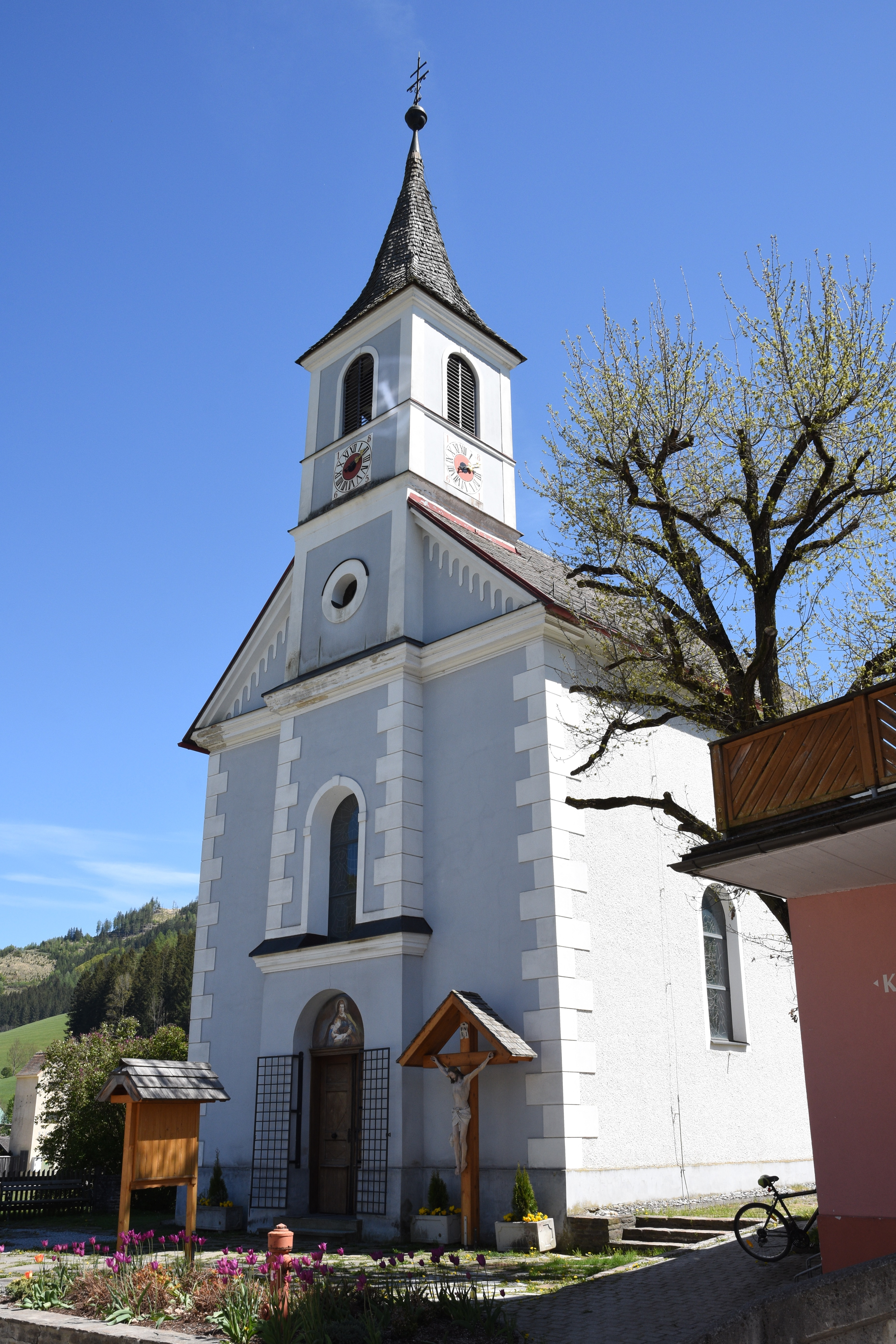
Annakirche in Etmißl

## Religion
Der überwiegende Teil der Bevölkerung, nämlich 91,9 %, ist römisch-katholisch, 1,7 % sind evangelisch. Andere Religionsbekenntnisse wurden bei der Volkszählung 2001 nicht angegeben. Von 1,3 % der Bevölkerung ist das religiöse Bekenntnis nicht bekannt; ohne Bekenntnis sind 5,1 %.

## Politik
Bürgermeister war bis 31. Dezember 2014 Johann Jobstmann (FULL).
Aufgrund der letzten Gemeinderatswahlen 2010 gab es fünf Mandate für die „Freie Unabhängige Liste Lebenswert“ (FULL) und vier Mandate für die Österreichische Volkspartei (ÖVP).

### Regionalpolitik
Etmißl war Mitglied in der 2. Dezember 2009 gegründeten Regionext-Kleinregion Hochschwab Süd, und in der LEADER-Region Mariazellerland–Mürztal.
Anlässlich der Gemeindestrukturreform 2010–2015 wurde Etmißl gemeinsam mit Sankt Ilgen bei Thörl eingemeindet. Thörl stand auch in Verhandlungen mit Bruck und Kapfenberg, eine Eingliederung in diese Städte wurde von der Etmißler
wie auch St.-Ilgner Lokalpolitik aber abgelehnt. In Diskussion stand auch eine weitergehende Fusion mit Aflenz Kurort/Aflenz Land und vielleicht Turnau (6er-Lösung).
Im Zuge der Gemeindestrukturreform sollten im März 2014 auch die Parteistrukturen der SPÖ von Thörl, St. Ilgen und Etmißl zusammengelegt werden. Die SPÖ Etmißl beschloss aber einstimmig die Ortspartei aufzulösen und eine Bürgerliste zu gründen. Dabei wurde die „Freie unabhängige Liste Lebenswert“ gegründet, in die nicht nur Bürgermeister Johann Jobstmann, sondern die gesamte SPÖ-Gemeinderatsfraktion übertrat.

## Kultur und Sehenswürdigkeiten

### Musik
- Musikverein Etmißl